# Año Internacional del Diálogo como Garantía de Paz
2023 fue proclamado Año Internacional del Diálogo como Garantía de Paz por la Asamblea General de las Naciones Unidas mediante la resolución A/RES/77/32, aprobada el 6 de diciembre de 2022. Esta designación, promovida por Turkmenistán, se enmarca en la necesidad de fortalecer la paz global a través del diálogo inclusivo y el entendimiento mutuo entre las naciones. La iniciativa destaca la relevancia de la mediación, la diplomacia preventiva y la cooperación internacional como herramientas fundamentales para la resolución pacífica de conflictos y el desarrollo sostenible.

## Actividades y alcance
Durante el año 2023, se llevaron a cabo diversas actividades en los ámbitos nacional, regional e internacional para fomentar el diálogo como un pilar esencial en la construcción de la paz. Los Estados miembros de la ONU, organizaciones internacionales y la sociedad civil fueron invitados a promover esta iniciativa mediante programas educativos, foros de discusión y campañas de concienciación.
Entre las acciones destacadas se incluyó el fortalecimiento de mecanismos de mediación y prevención de conflictos, el impulso de diálogos interreligiosos e interculturales, y la colaboración con organismos como la Alianza de Civilizaciones de las Naciones Unidas. Además, se organizaron eventos como conferencias y debates centrados en la construcción de sociedades más inclusivas, basadas en la confianza y el respeto mutuo.
El financiamiento de estas actividades dependió de contribuciones voluntarias, evitando el uso de fondos obligatorios de la ONU, en consonancia con la resolución de la Asamblea General.